# Gumel
Gumel este un oraș din statul Jigawa, Nigeria. Conform estimării din 2007, are o populație de 44.158 de locuitori.